# 三軒茶屋駅
三軒茶屋駅（さんげんぢゃやえき）は、東京都世田谷区太子堂に所在する、東急電鉄の駅・停留場である。駅名は「三軒茶屋」だが太子堂にあり、キャロットタワーに直結している。

## 概要
田園都市線と世田谷線が乗り入れているが、両路線は改札外連絡となっており、運賃も別立てとなる。世田谷線の停留場は関東の駅百選に選ばれている。
- 東急電鉄
  -  田園都市線 - 駅番号「DT 03」
  -  世田谷線 - 駅番号「SG 01」

## 歴史
新玉川線計画段階から、首都高速道路3号渋谷線および国道246号陸橋基礎および地下道と一体構造で設計され建設されている。このうち、地下道部分は1971年（昭和46年）12月に完成し、鉄道開業に先行して使用開始された。
2005年（平成17年）10月上旬 - 2007年（平成19年）3月下旬まで、階段増設などの地下駅火災対策施設整備工事や二子玉川寄りの新改札口（現・西改札）新設およびエレベーター新設などの駅改良工事が施工された。新改札口予定地の場所に元々存在していたテコプラザは移転し、世田谷通り口進入方向がパティオ側からに制限された。

### 年表
- 1907年（明治37年）3月6日：玉川電気鉄道（後の東急玉川線）が開通。
- 1925年（大正14年）1月18日：現在の世田谷線が開通。
  - この時は駅の手前に分岐器を設置して二子玉川園方面と下高井戸方面に分岐し、現在の世田谷線側には2面2線の相対式ホームが設置されたが、二子玉川方面は下り線に安全地帯が設置されたのみであり、上り線は廃線時まで直接道路上から乗降を余儀なくされていた。
- 1969年（昭和44年）5月10日：玉川線廃止。
- 1977年（昭和52年）4月7日：新玉川線開通[2]。開業時から自動改札機を設置。
- 1992年（平成4年）11月11日：当駅周辺の再開発事業に伴い、世田谷線の駅を仮設駅（現在地より西太子堂寄りへ170mの地点）に移転[5][6]。
- 1996年（平成8年）11月15日：世田谷線の駅を現在地へ移転[7][8]。
- 1998年（平成9年）：「関東の駅百選」に選定される[9]。選定理由は「煉瓦造りの高層ビルの中でヨーロッパ風の駅舎にレトロな路面電車が走る駅」。
- 2000年（平成12年）8月6日：新玉川線が田園都市線へ編入[10]。
- 2007年（平成19年）3月18日：ICカード「PASMO」が利用可能となる[11]。
- 2017年（平成29年）12月24日：田園都市線ホームでホームドア使用開始。

## 駅構造

### 田園都市線
相対式ホーム2面2線を有する地下駅。駅カラーは「■レモン色」。
改札は中央改札と西改札の2か所である。西改札は2007年（平成19年）に新設されたものである。なお、自動券売機は地下1Fコンコースの中央改札寄りに設置されている。
トイレは地下1階中央改札内にある。2006年（平成18年）10月頃に改良された。多機能トイレは2007年（平成19年）3月に西改札内に新設された。
エスカレーターはホームと中央改札を、エレベーターはホームと西改札間を連絡している。
2013年に「昭和女子大学前」と言う施設案内看板がホーム駅名標に掲出された。

#### のりば
| 番線 | 路線       | 方向 | 行先                                     |
| ---- | ---------- | ---- | ---------------------------------------- |
| 1    | 田園都市線 | 下り | 二子玉川・長津田・中央林間方面           |
| 2    | 田園都市線 | 上り | 渋谷・押上〈スカイツリー前〉・春日部方面 |

### 世田谷線
頭端式ホーム2面1線を有する地上駅。1線の線路両側に乗車ホーム・降車ホームがそれぞれ設置されている。降車ホーム側には改札がなく、通路としても利用されている。
玉川線廃止後、キャロットタワー建設などを含む当駅付近の再開発までは、三軒茶屋交差点手前（現・三茶パティオに至る連絡通路の位置）に頭端式ホーム2面1線を有していたが、再開発に伴い西太子堂寄りへ移転・新築され、キャロットタワー1F部分に設置されている。このような経緯から当駅には0キロポストがなく、0.2 km より始まっている。
降車ホーム西太子堂寄りに車椅子を利用する乗客のために、スロープが設置されている。

#### のりば
| ホーム | 路線     | 方向 | 行先               |
| ------ | -------- | ---- | ------------------ |
| 南側   | 世田谷線 | 下り | 上町・下高井戸方面 |
| 北側   | 世田谷線 | 上り | （降車専用）       |

## 利用状況
田園都市線の2024年度（令和6年度）の1日平均乗降人員は136,375人である。渋谷駅、溝の口駅に次ぐ第3位。
世田谷線に関しては、当駅単独の統計は公表されていない。世田谷線全線での乗車人員は東急世田谷線#利用状況を参照のこと。
田園都市線の開業以降の1日平均乗降・乗車人員の推移は以下の通り。
| 年度               | 1日平均 乗降人員 | 1日平均 乗車人員 | 出典              |
| ------------------ | ---------------- | ---------------- | ----------------- |
| 1977年（昭和52年） | 54,758           | 27,265           | [ 東京都統計 1 ]  |
| 1978年（昭和53年） | 58,998           | 30,799           | [ 東京都統計 2 ]  |
| 1979年（昭和54年） | 64,161           | 33,205           | [ 東京都統計 3 ]  |
| 1980年（昭和55年） | 66,511           | 34,466           | [ 東京都統計 4 ]  |
| 1981年（昭和56年） | 68,492           | 35,624           | [ 東京都統計 5 ]  |
| 1982年（昭和57年） | 71,020           | 36,942           | [ 東京都統計 6 ]  |
| 1983年（昭和58年） | 74,695           | 39,733           | [ 東京都統計 7 ]  |
| 1984年（昭和59年） | 81,168           | 42,626           | [ 東京都統計 8 ]  |
| 1985年（昭和60年） | 87,645           | 45,311           | [ 東京都統計 9 ]  |
| 1986年（昭和61年） | 91,207           | 47,747           | [ 東京都統計 10 ] |
| 1987年（昭和62年） | 94,924           | 49,035           | [ 東京都統計 11 ] |
| 1988年（昭和63年） | 98,145           | 50,544           | [ 東京都統計 12 ] |
| 1989年（平成元年） | 101,413          | 52,576           | [ 東京都統計 13 ] |
| 1990年（平成02年） | 106,358          | 55,232           | [ 東京都統計 14 ] |
| 1991年（平成03年） | 108,155          | 56,418           | [ 東京都統計 15 ] |
| 1992年（平成04年） | 107,658          | 56,166           | [ 東京都統計 16 ] |
| 1993年（平成05年） | 108,007          | 55,976           | [ 東京都統計 17 ] |
| 1994年（平成06年） | 109,031          | 55,510           | [ 東京都統計 18 ] |
| 1995年（平成07年） | 108,819          | 55,742           | [ 東京都統計 19 ] |
| 1996年（平成08年） | 110,873          | 56,769           | [ 東京都統計 20 ] |
| 1997年（平成09年） | 113,272          | 58,325           | [ 東京都統計 21 ] |
| 1998年（平成10年） | 111,805          | 57,849           | [ 東京都統計 22 ] |
| 1999年（平成11年） | 111,077          | 57,531           | [ 東京都統計 23 ] |
| 2000年（平成12年） | 109,817          | 56,954           | [ 東京都統計 24 ] |
| 2001年（平成13年） | 108,678          | 57,174           | [ 東京都統計 25 ] |
| 2002年（平成14年） | 107,921          | 56,568           | [ 東京都統計 26 ] |
| 2003年（平成15年） | 110,544          | 57,590           | [ 東京都統計 27 ] |
| 2004年（平成16年） | 112,870          | 58,159           | [ 東京都統計 28 ] |
| 2005年（平成17年） | 113,799          | 58,728           | [ 東京都統計 29 ] |
| 2006年（平成18年） | 116,715          | 60,046           | [ 東京都統計 30 ] |
| 2007年（平成19年） | 121,299          | 62,245           | [ 東京都統計 31 ] |
| 2008年（平成20年） | 123,477          | 62,851           | [ 東京都統計 32 ] |
| 2009年（平成21年） | 122,736          | 62,300           | [ 東京都統計 33 ] |
| 2010年（平成22年） | 122,782          | 62,208           | [ 東京都統計 34 ] |
| 2011年（平成23年） | 122,133          | 61,767           | [ 東京都統計 35 ] |
| 2012年（平成24年） | 124,713          | 63,027           | [ 東京都統計 36 ] |
| 2013年（平成25年） | 128,457          | 64,704           | [ 東京都統計 37 ] |
| 2014年（平成26年） | 128,407          | 64,610           | [ 東京都統計 38 ] |
| 2015年（平成27年） | 132,845          | 66,795           | [ 東京都統計 39 ] |
| 2016年（平成28年） | 136,149          | 68,370           | [ 東京都統計 40 ] |
| 2017年（平成29年） | 139,061          | 69,797           | [ 東京都統計 41 ] |
| 2018年（平成30年） | 141,133          | 70,792           | [ 東京都統計 42 ] |
| 2019年（令和元年） | 142,028          | 71,191           | [ 東京都統計 43 ] |
| 2020年（令和02年） | 94,477           |                  |                   |
| 2021年（令和03年） | 110,173          |                  |                   |
| 2022年（令和04年） | 124,990          |                  |                   |
| 2023年（令和05年） | 131,986          |                  |                   |
| 2024年（令和06年） | 136,375          |                  |                   |

備考
1. ↑  1977年4月7日開業。

## ギャラリー

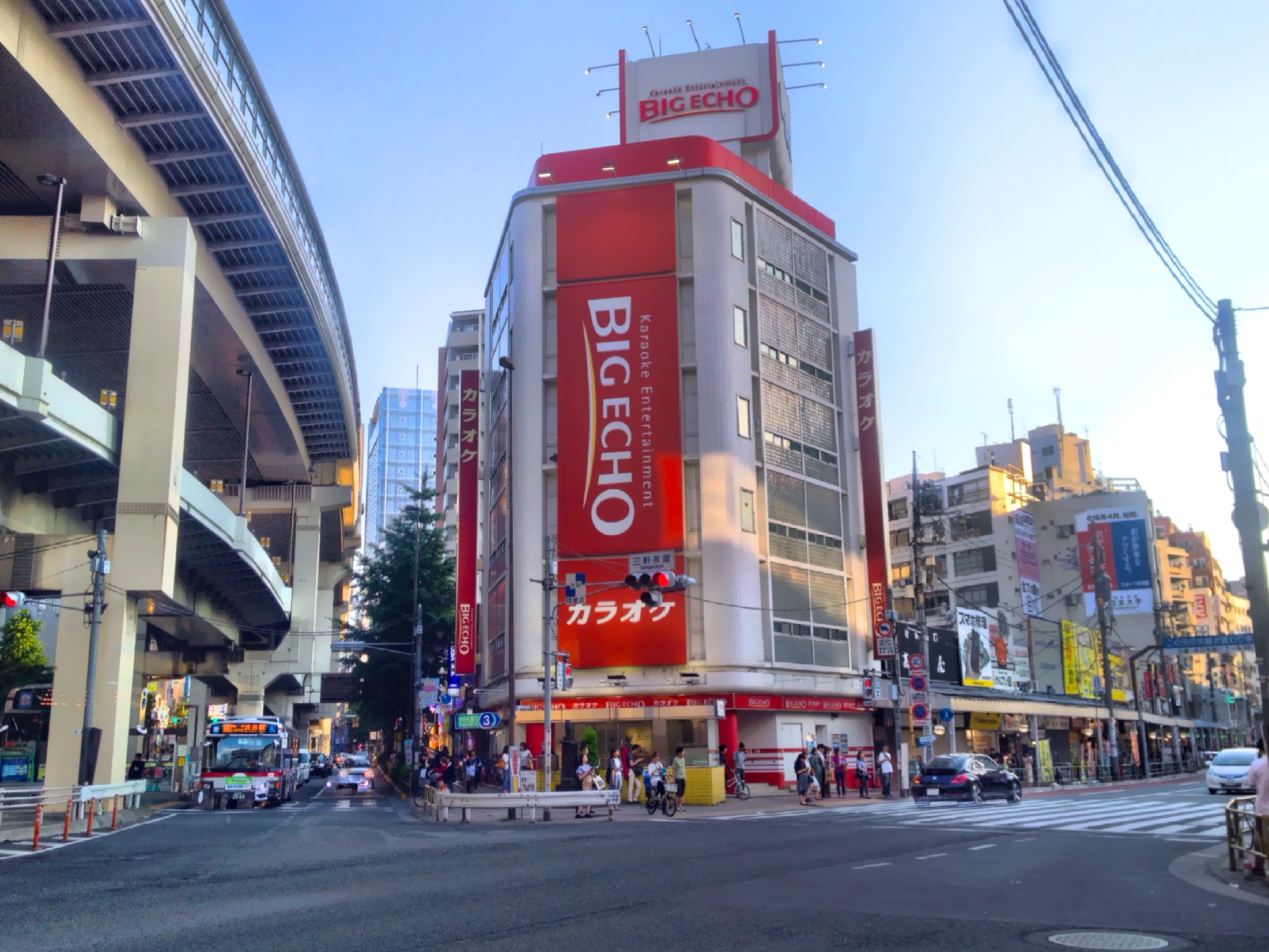
三軒茶屋交差点。この下に田園都市線の駅がある
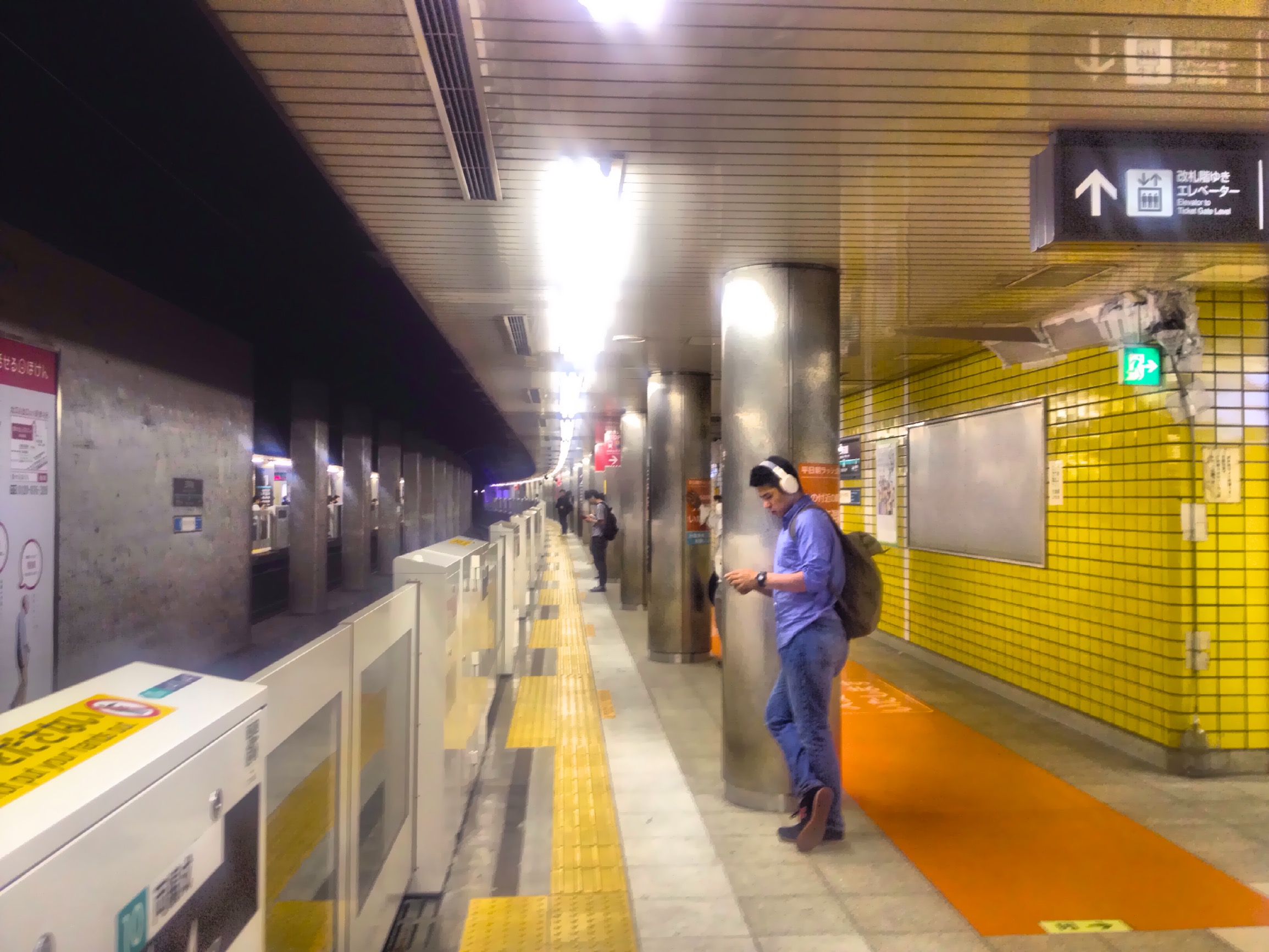
田園都市線ホーム（2018年6月2日撮影）
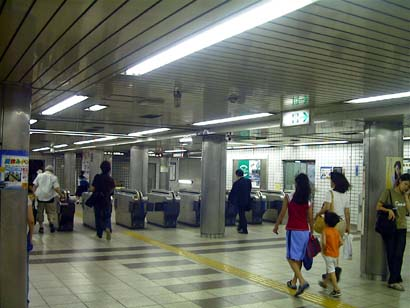
田園都市線中央改札口
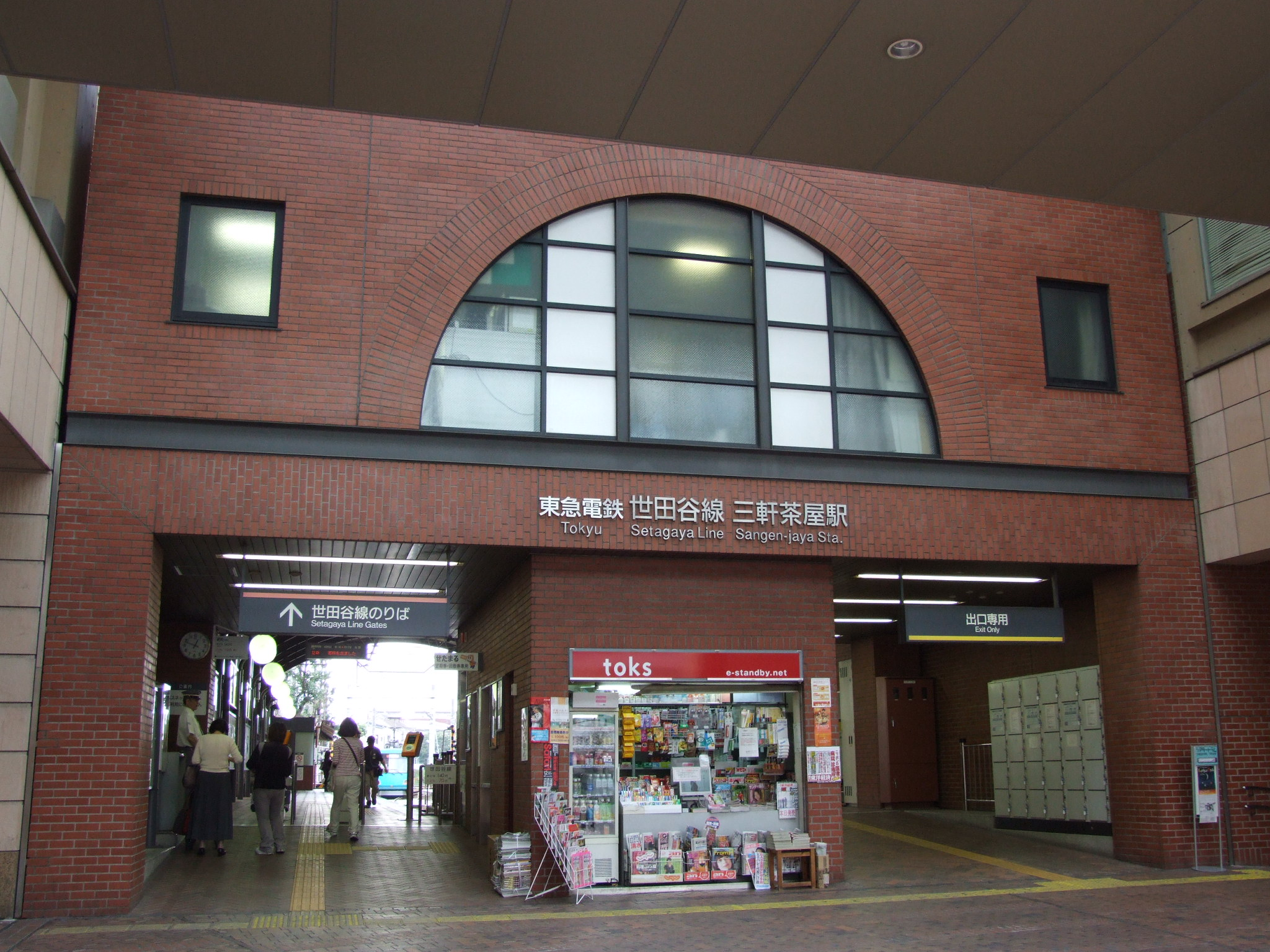
世田谷線駅舎（2007年10月30日撮影）
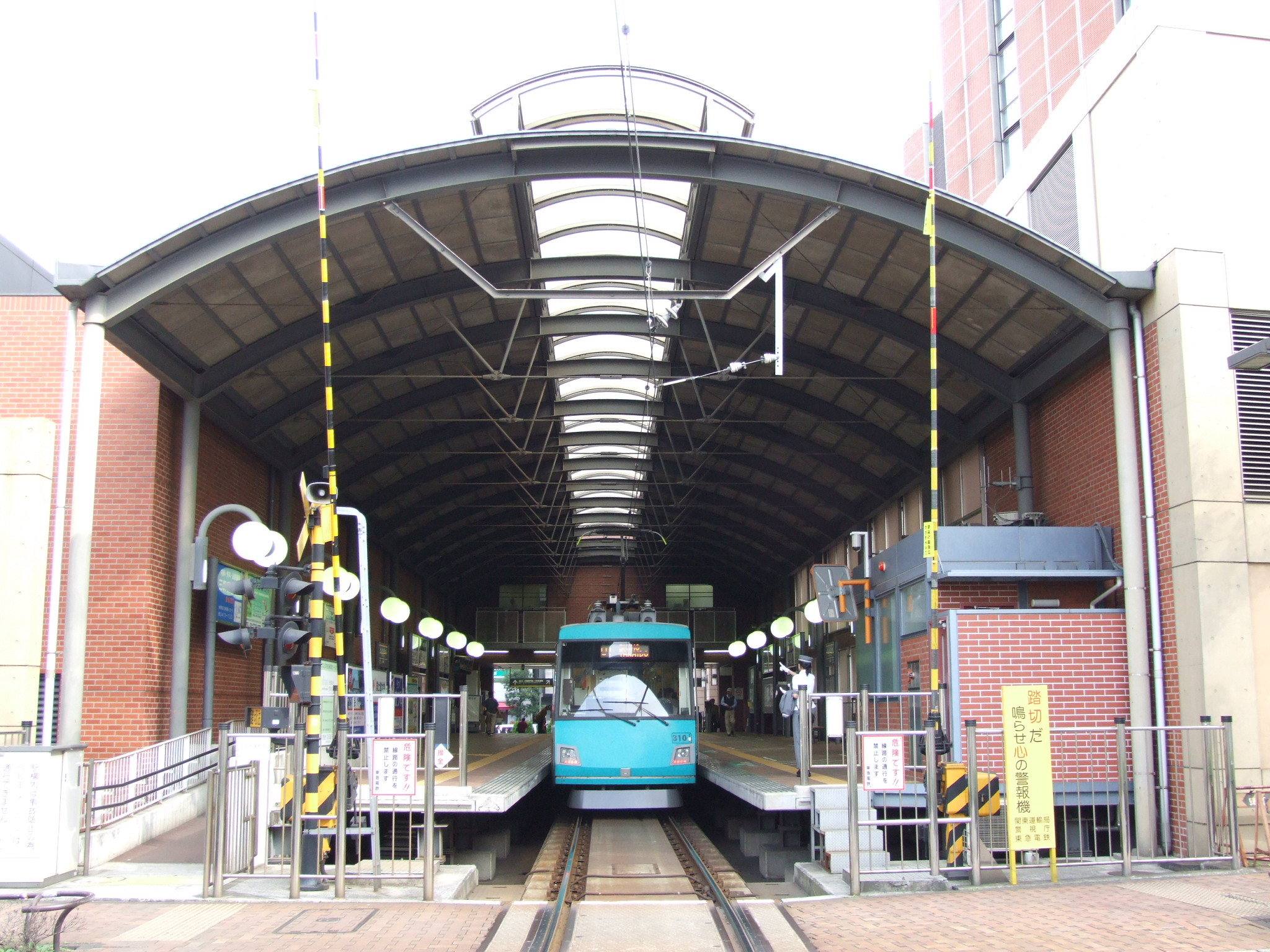
世田谷線の駅（2007年10月31日撮影）
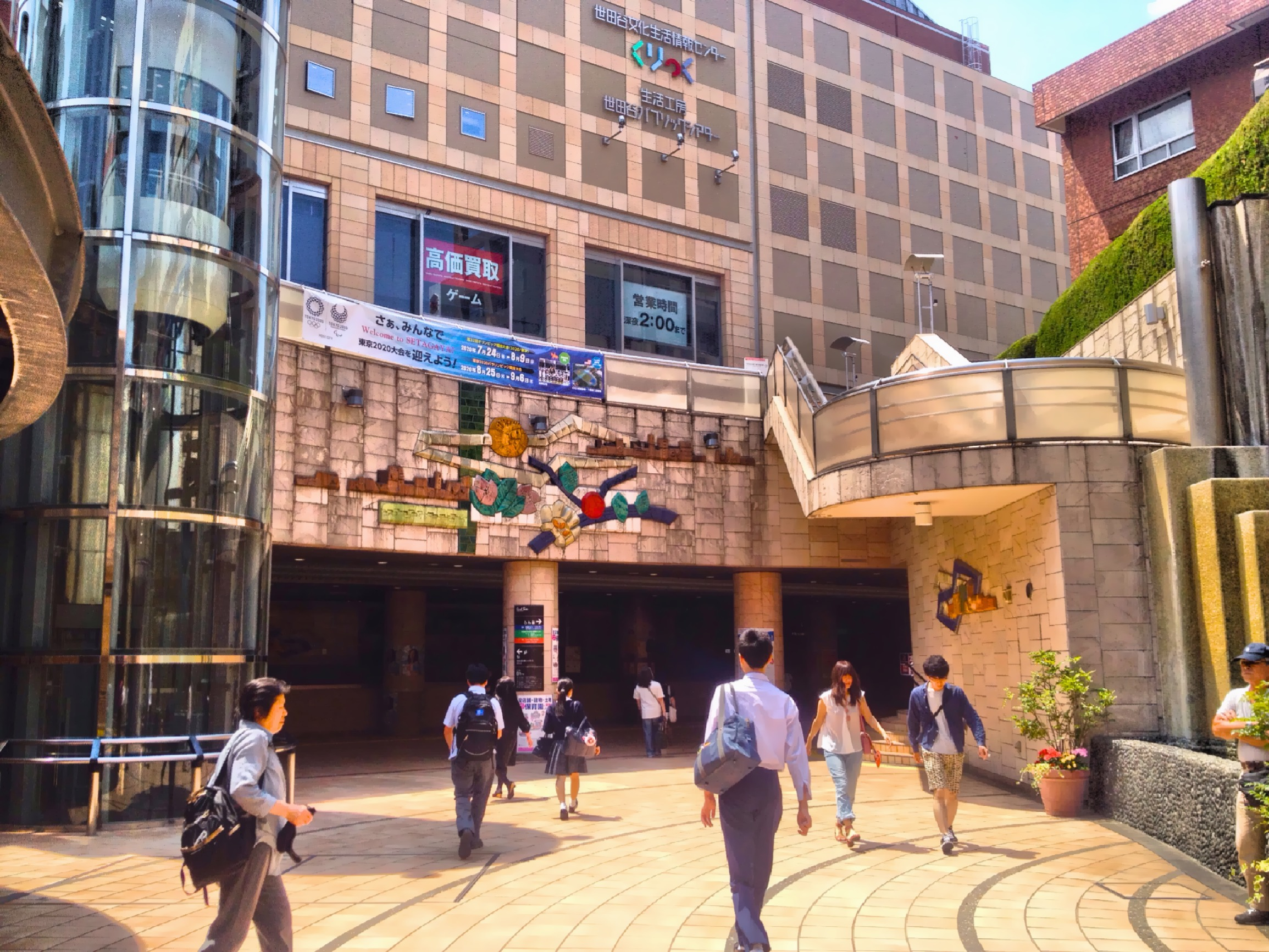
三茶パティオ。乗換ルートでもある。

## 駅周辺
駅の所在地は世田谷区太子堂だが、二子玉川寄りが三軒茶屋にかかっている。

### ランドマーク
- キャロットタワー

### 官公庁・公共施設
- 東京都水道局世田谷東営業所
- 警視庁世田谷警察署
- 東京消防庁第三消防方面本部
  - 世田谷消防署
- 世田谷区役所三軒茶屋分庁舎
  - 世田谷区役所太子堂出張所
  - 世田谷産業プラザ

### 教育機関
- 昭和女子大学：2013年（平成25年）4月より、田園都市線駅名標下部に、施設案内看板が掲出されている。
  - 人見記念講堂
- 日本大学三軒茶屋キャンパス（危機管理学部・スポーツ科学部）
- 世田谷学園中学校・高等学校
- 世田谷区立三軒茶屋小学校

### 郵便局・金融機関
- 世田谷郵便局
  - ゆうちょ銀行世田谷店
- 三軒茶屋駅前郵便局
- 世田谷太子堂郵便局
- 世田谷下馬二郵便局
- 世田谷上馬一郵便局
- 三井住友銀行世田谷支店
- 三菱UFJ銀行三軒茶屋・世田谷・世田谷上町支店
- みずほ銀行世田谷支店
- りそな銀行世田谷支店

### 史跡・自然
- 世田谷公園
- 最勝寺（教学院）

### 店舗
- 西友 三軒茶屋店
- ピカソ 三軒茶屋店
- スーパーベルクス世田谷太子堂店
- the b sangenjaya（ザ・ビー三軒茶屋、旧・マルコーイン東京）
- ミスタードーナツ 三軒茶屋ショップ

### 交通
- 国道246号（玉川通り）
- 東京都道3号世田谷町田線（世田谷通り）

### バス路線
三軒茶屋駅
- 東急バス
  - <黒06> 目黒駅（祐天寺駅経由）

三軒茶屋
- 東急バス・小田急ハイウェイバス・小田急バス
  - 茶沢通り・北方向
    - <下61> 北沢タウンホール（下北沢駅前経由）（小田急ハイウェイ）[注釈 1]

  - 茶沢通り・南方向
    - <下61> 駒沢陸橋（野沢龍雲寺経由）（小田急ハイウェイ）[注釈 1]

  - 玉川通り・西方向
    - <黒06> 目黒駅（祐天寺駅経由）（東急）
    - <渋11> 田園調布駅（駒沢大学駅・東京医療センター前・自由が丘駅入口経由）（東急）
    - <渋12> 高津営業所（駒沢・深沢八丁目・瀬田経由）（東急）※土曜１本のみ
    - <渋82> 等々力・瀬田営業所（入庫便のみ）（駒沢・深沢不動前経由）（東急）

  - 世田谷通り・西方向
    - <渋05> 弦巻営業所（駒留・向天神橋経由）（東急）
    - <渋21> 上町駅（東急）
    - <渋22> 用賀駅（東急）
    - <渋23> 祖師ヶ谷大蔵駅（上町・農大前・千歳船橋経由）（東急）
    - <渋24> 成城学園前駅西口（上町・農大前・成育医療研究センター前経由）（東急）
    - <渋26> 調布駅南口（上町・農大前・成育医療センター前・狛江駅北口経由）（小田急）

  - 玉川通り・東方向
    - <渋11・12・82> 渋谷駅（大橋経由）（東急）

  - 世田谷通り・東方向
    - <渋05・21・22・23・24> 渋谷駅（大橋経由）（東急）
    - <渋26> 渋谷駅（大橋経由）（小田急）

## 隣の駅
東急電鉄
 田園都市線
■急行
渋谷駅 (DT01) - 三軒茶屋駅 (DT03) - 二子玉川駅 (DT07)
■準急・■各駅停車
池尻大橋駅 (DT02) - 三軒茶屋駅 (DT03) - 駒沢大学駅 (DT04)
 世田谷線
三軒茶屋駅 (SG01) - 西太子堂駅 (SG02)